# Апрель 2014 года

Список событий апреля 2014 года.

## События
- 1 апреля
  - У побережья Чили в районе города Икике произошло мощное землетрясение магнитудой 8,2, что вызвало цунами высота волн которого превышала 2 метра, 5 человек погибли[1]. Из повреждённой землетрясением женской тюрьмы чилийского города Икике был совершён массовый побег[2].
  - В Панаме пропали без вести две нидерландские туристки; их останки были найдены через несколько месяцев.
  - В финском городе Вантаа стартовал чемпионат Европы по борьбе, который продлится с 1 по 6 апреля[3][4].
- 2 апреля
  - Группа Chrysler объявила о проведении отзыва в США 870 000 своих вседорожников из-за возможных неполадок в работе тормозной системы[5].
  - Ветеран войны в Ираке расстрелял военных[англ.] на американской базе Форт-Худ в штате Техас. Преступник произвел около 20 выстрелов, а потом застрелился сам[6].
  - Компания Yahoo объявила, что начала шифровать трафик, которым обмениваются её дата-центры во избежание несанкционированного массового сбора данных[7].
  - Высший суд Австралии официально признал возможность людям определять свой пол как неопределённый, то есть не как «мужчину» или «женщину»[8].
  - Премьер-министром Казахстана стал Карим Масимов[9].
- 3 апреля
  - НАСА объявило о прекращении сотрудничества с Россией в знак протеста против аннексии Крыма Россией, за исключением сотрудничества в области совместных работ на МКС[10].
  - Жоомарт Оторбаев утверждён новым премьер-министром Киргизии[11].
  - Европейский парламент принял ключевой пакет законов о реформе телекоммуникационной отрасли, вместе с поправками, которые формулируют и защищают принцип сетевой нейтральности. В частности новые законы, призваны упразднить роуминговые тарифы у всех операторов сотовой связи в Европе и создать единый открытый рынок телекоммуникационных услуг[12].
  - В работе навигационной системы ГЛОНАСС произошёл 11-часовой сбой, в течение которого орбитальная группировка передавала недостоверную информацию[13].
- 4 апреля
  - Учёные, изучающих данные с космического аппарата «Кассини», подтвердили, что в районе южного полюса спутника Сатурна Энцелад, под толстой ледяной корой существует водяной океан[14].
- 5 апреля
  - Президент Мали Ибрагим Бубакар Кейта сменил главу правительства. Вместо Умара Ли этот пост занял Муса Мара[15].
  - Выборы президента Афганистана[16]. По предварительным данным, лидируют Гани Ахмадзай и Абдулла Абдулла[17].
- 6 апреля
  - В Донецке депутаты облсовета провозгласили создание Донецкой Народной Республики[18]. В Харькове депутаты облсовета провозгласили создание Харьковской Народной Республики[19].
  - В Коста-Рике состоялся второй тур президентских выборов, победу одержал Луис Гильермо Солис[20].
  - Парламентские выборы в Венгрии[21], правящая партия ФИДЕС сохранила большинство в парламенте[22].
  - Сборная России по спортивной борьбе на Чемпионате Европы в финском городе Вантаа стала лучшей во всех видах программы как в общекомандном зачете, как в медальном, так и по набранным очкам[23][24].
  - Участники пророссийского митинга в Харькове заняли здание областной государственной администрации[25], также сепаратисты Украины взяли под контроль здание управления Службы безопасности Украины в Донецке и филиал Нацбанка в Луганске[26].
  - Команда гребцов Оксфордского университета одержала победу в 160-й ежегодной гонке на Темзе[27].
- 7 апреля
  - Начались Парламентские выборы в Индии[28].
  - В Новосибирске прошли выборы мэра, благодаря объединённой работе оппозиции кандидат от КПРФ Анатолий Локоть победил кандидата от «Единой России»[29].
  - Японская нефтяная корпорация JAPEX объявила о начале коммерческой добычи сланцевой нефти на месторождении Аюкава в префектуре Акита[30].
  - Сотрудники The OpenSSL Project выпустили бюллетень безопасности с сообщением о критической уязвимости в популярной криптографической библиотеке OpenSSL. Из-за маленькой ошибки в коде злоумышленник может получить доступ к секретным ключам, именам и паролям пользователей и всему контенту, который должен передаваться в зашифрованном виде[31].
- 8 апреля
  - В Донецке объявлено об отмене создания Донецкой Народной Республики, однако это решение не прошло в облсовете[32][33]. Началась антитеррористическая операция СБУ в Луганске, Донецке и Харькове[34].
  - Компания Microsoft прекратила расширенную поддержку Windows XP[35].
- 9 апреля
  - Парламентские выборы в Индонезии[36].
  - Технологическая академия Финляндии присудила премию «Технология тысячелетия» британскому учёному Стюарту Паркину в знак признания его открытий, позволивших тысячекратно увеличить ёмкость накопителей на магнитных дисках; размер премии составляет 1 млн евро[37][38].
  - Израиль запустил с авиабазы Пальмахим с помощью ракеты-носителя «Шавит» разведывательный спутник «Офек-10»[39].
- 11 апреля
  - Премьер-министром Мадагаскара стал Коло Роджер[40].
  - Парламент Республики Крым принял новую Конституцию в связи с вхождением в состав России[41].
  - Спецподразделения Украины Альфа отказались штурмовать захваченные народом административные здания в Донецке и Луганске[42].
  - Согласно отчётам аналитиков, белорусская компания Wargaming.net заработала в 2013 году на игре World of Tanks почти $0,5 млрд, став крупнейшим разработчиком компьютерных игр на постсоветском пространстве[43].
- 12 апреля
  - В Индии в результате теракта погибли 12 человек[44].
  - На чемпионате Европы по тяжёлой атлетике российская сборная победила в неофициальном командном зачёте, завоевав 6 золотых, 5 серебряных и 1 бронзовую медаль.
- 13 апреля
  - В результате наводнения в бывшей столице Танзании Дар-эс-Саламе погибли 10 человек[45].
  - В Нигерии около 60 жителей страны погибли в результате нападения боевиков Боко Харам[46].
  - Премьер-министром Армении стал Овик Абрамян[47].
  - В Вальпараисо (Чили) в результате лесных пожаров, бушующих у города и в самом городе, погибли 11 человек[48].
  - Президентские и парламентские выборы в Гвинее-Бисау[49].
  - Президентские выборы в Македонии[50]. По предварительным данным лидирует действующий президент Георге Иванов[51][52].
  - Глава МВД Украины Арсен Аваков заявил о том, что в результате силовой операции в Славянске есть убитые и раненые с обеих сторон. 1 боец погиб, 9 получили ранения, среди них двое мирных жителей[53].
- 14 апреля
  - В столице Нигерии Абудже более 70 жителей страны погибли в результате нападения боевиков Боко Харам на автовокзал, 124 получили ранения[54].
- 15 апреля
  - Украинские войска начали спецоперацию на востоке Украины. В Краматорске (Донецкая область) войска заняли аэропорт города, в результате штурма погибли от 4 до 11 человек[55]
- 16 апреля
  - Недалеко от столицы Того Ломе произошла автомобильная авария, погибли около 50 человек[56].
  - Крушение парома «Севоль» у юго-западного побережья Южной Кореи. 172 человека спасены, обнаружены 288 погибших, 16 пропали без вести[57].
- 17 апреля
  - Президентские выборы в Алжире[58]. По предварительным данным, победил нынешний президент Абдельазиз Бутефлика[59].
  - Парламент Литвы принял закон о переходе на евро с 2015 года[60].
  - Госпогранслужба Украины ввела запрет на въезд в страну для россиян мужского пола в возрасте от 16 до 60 лет[61].
  - Компания Canonical выпустила операционную систему Ubuntu 14.04 LTS Trusty Tahr[62].
- 18 апреля
  - В США произведён запуск к МКС частного космического корабля Dragon[63].
  - На Украине возбудили очередное уголовное дело против Януковича за непризнание геноцида украинцев во время Голодомора[64].
  - В сирийском городе Хомс произошёл теракт, погибли 10 человек[65].
  - В Индонезии перевернулось морское судно, 7 человек погибли, 30 пропали без вести[66].
  - В индийском штате Уттар-Прадеш от пыльной бури погибли 27 человек[67].
  - На базе миротворцев в Южном Судане в результате нападения погибли около 20 жителей[68].
  - В Москве прошла церемония вручения театральной премии «Золотая маска», постановка Льва Додина «Коварство и любовь» была названа лучшим драматическим спектаклем, лучшим режиссёром драмы стал Римас Туминас, поставивший «Евгения Онегина» в Московском театре имени Вахтангова[69].
- 20 апреля
  - В Мексике в результате двух ДТП погибли 18 человек[70].
  - В Финляндии в результате крушения самолёта погибли 8 человек[71][72].
- 21 апреля
  - В Эс-Сувейра (Ирак) произошёл теракт, погибли 10 жителей, ранены 35 человек[73].
  - В Госдуму внесён законопроект о создании в Крыму игорной зоны[74].
- 22 апреля
  - Министр здравоохранения Саудовской Аравии Абдалла ар-Рубайя отправлен в отставку из-за вспышки коронавируса ближневосточного респираторного синдрома, унёсшей жизни 81 жителя страны[75].
  - Непальские проводники-шерпы временно отменили все экспедиции на Эверест, так они решили почтить память своих коллег, погибших 18 апреля в результате схода снежной лавины[76].
  - В США прошёл Бостонский марафон победителем впервые больше чем за 30 лет стал американец Меб Кефлезиги, среди женщин первенство получила кенийка Рита Джепту. В связи с прошлогодним терактом были приняты повышенные меры безопасности[77].
- 23 апреля
  - В связи с крушением парома Sewol впервые с 2003 года КНДР выразила соболезнования Южной Корее[78].
  - Президентские выборы в Ливане[79].
  - Власти Турции впервые выразили соболезнования в связи с гибелью армян в Османской империи в 1915 году[80].
- 24 апреля
  - Украинские войска начали активную антитеррористическую[81] военную спецоперацию на востоке Украины. В Славянске (Донецкая область) в результате перестрелки погибли 5 человек. В город с разных сторон входит военная техника[82].
  - Международное рейтинговое агентство Standard & Poor's понизило долгосрочный рейтинг России по обязательствам в иностранной валюте до «BBB-» с «BBВ»[83].
  - Возобновлён железнодорожный маршрут Китай — Европа, проходящий через территорию Казахстана, России и Белоруссии, и позволяющий доставлять товары в Европу на месяц быстрее по сравнению с морским путём[84].
- 25 апреля
  - В Ираке на предвыборном митинге произошёл теракт, погибли 18 человек[85].
  - В Афганистане в результате наводнения на севере и северо-западе погибли более 100 жителей и тысяча голов домашнего скота, пострадали поля с сельскохозяйственными культурами[86].
- 26 апреля
  - В ходе раскопок на свалке в американском городе Аламогордо были найдены подтверждения городской легенды о захоронении на ней миллионов картриджей с видеоиграми для Atari 2600[87].
- 27 апреля
  - Президентские (2-й тур) и досрочные парламентские выборы в Македонии[88]. Победу одержала правящая партия Внутренняя македонская революционная организация — Демократическая партия македонского национального единства[89]. Президентом переизбран Георге Иванов[90].
  - В Сербии сформировано правительство. Новым премьер-министром стал Александр Вучич[91].
  - В штатах Арканзас и Оклахома (США) прошло торнадо[англ.], погибли 12 жителей[92].
  - Представители российского МВД препятствовали проведению в Севастополе митинга против взяточничества[93]
- 28 апреля
  - В Ираке на предвыборном митинге произошёл теракт, погибли не менее 30 человек, 50 ранены[94].
  - Суд в Египте вынес смертный приговор 683 членам «Братьев-мусульман», в том числе и лидеру этой исламистской организации Мухаммеду Бади[95].
  - В штатах Алабама и Миссисипи (США) прошло торнадо[англ.], погибли 10 жителей[96].
- 29 апреля
  - В Таиланде новые парламентские выборы назначены на 20 июля, так как результаты выборов, состоявшихся 2 февраля, конституционным суд Таиланда признаны недействительными[97].
  - Вооружённые боевики захватили здания парламента Ливии в момент, когда там проходило голосование по выбору нового премьер-министра. В результате стрельбы есть раненые[98].
  - В Ираке на рынке произошёл теракт, погибли 10 человек, 20 ранены[99].
  - В сирийском городе Хомс произошёл теракт, погибли более 35 жителей[100].
  - Взрыв на военном складе в Забайкальском крае, 11 человек погибли, 34 пострадали[101].
- 30 апреля
  - Международный валютный фонд заявил, что экономика России вошла в рецессию, так как её спад продолжается в течение двух кварталов подряд[102].
  - Парламентские выборы в Ираке[103].